# China Shipping Container Lines
Le groupe CSCL, abréviation de China Shipping Container Lines, est un armateur mondial de transport maritime en conteneurs. Son offre globale de transport intègre le transport maritime, la manutention portuaire et la logistique terrestre.

## Histoire
La société a été créée en 1997 et est basée à Shanghai. La société est cotée au Hong Kong Stock Exchange depuis 2004, et au Shanghai Stock Exchange depuis 2007 (stock code: HK2866 601866). La société appartient à China Shipping Group.
En décembre 2015, les autorités chinoises acceptent la fusion entre Cosco et China Shipping Group (CNSHI). En février 2016, la fusion est actée, sous le nom de China Cosco Shipping Corporation (COSCOCS), créant l'un des plus grands armateurs au monde présent dans le transport de conteneurs, mais aussi d'hydrocarbures ou de vrac.

## Activité
Le groupe compte 123 porte-conteneurs. Le nom exact de la compagnie n'est pas inscrit sur les flancs des navires : les flancs des bateaux portent l'inscription "China Shipping Line". Sur la proue du bateau est inscrit son nom qui lui commence souvent par CSCL (par exemple : CSCL Jupiter...).

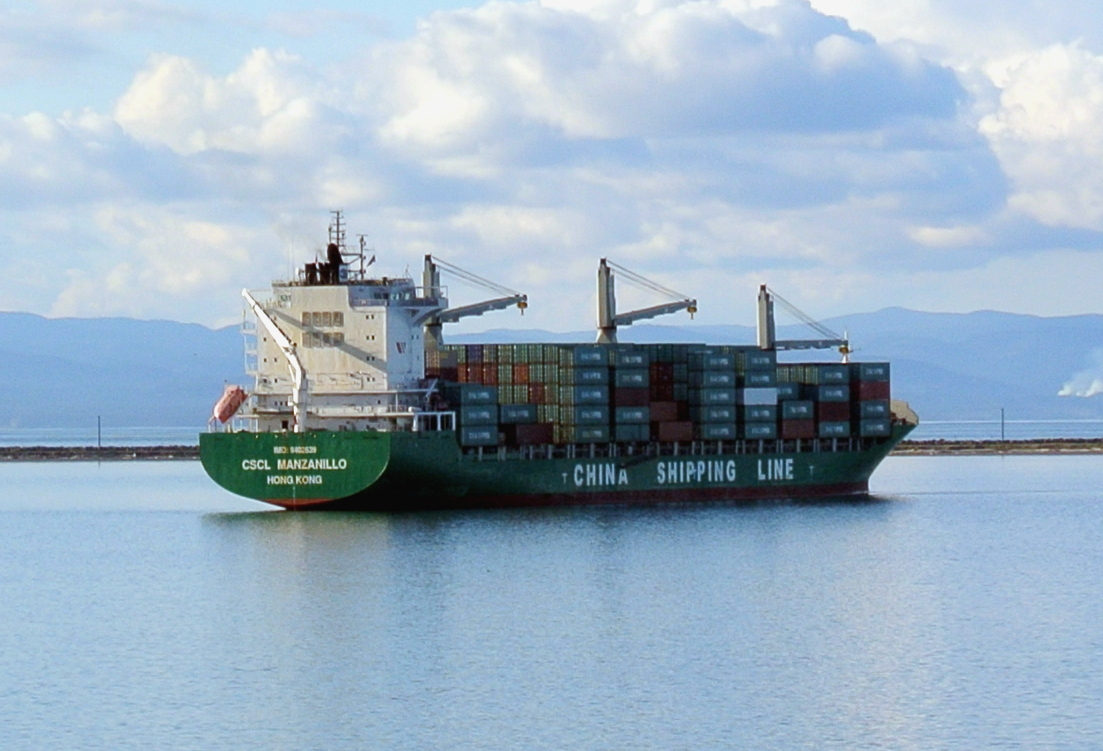
CSCL Manzanillo à Port Angeles, États-Unis
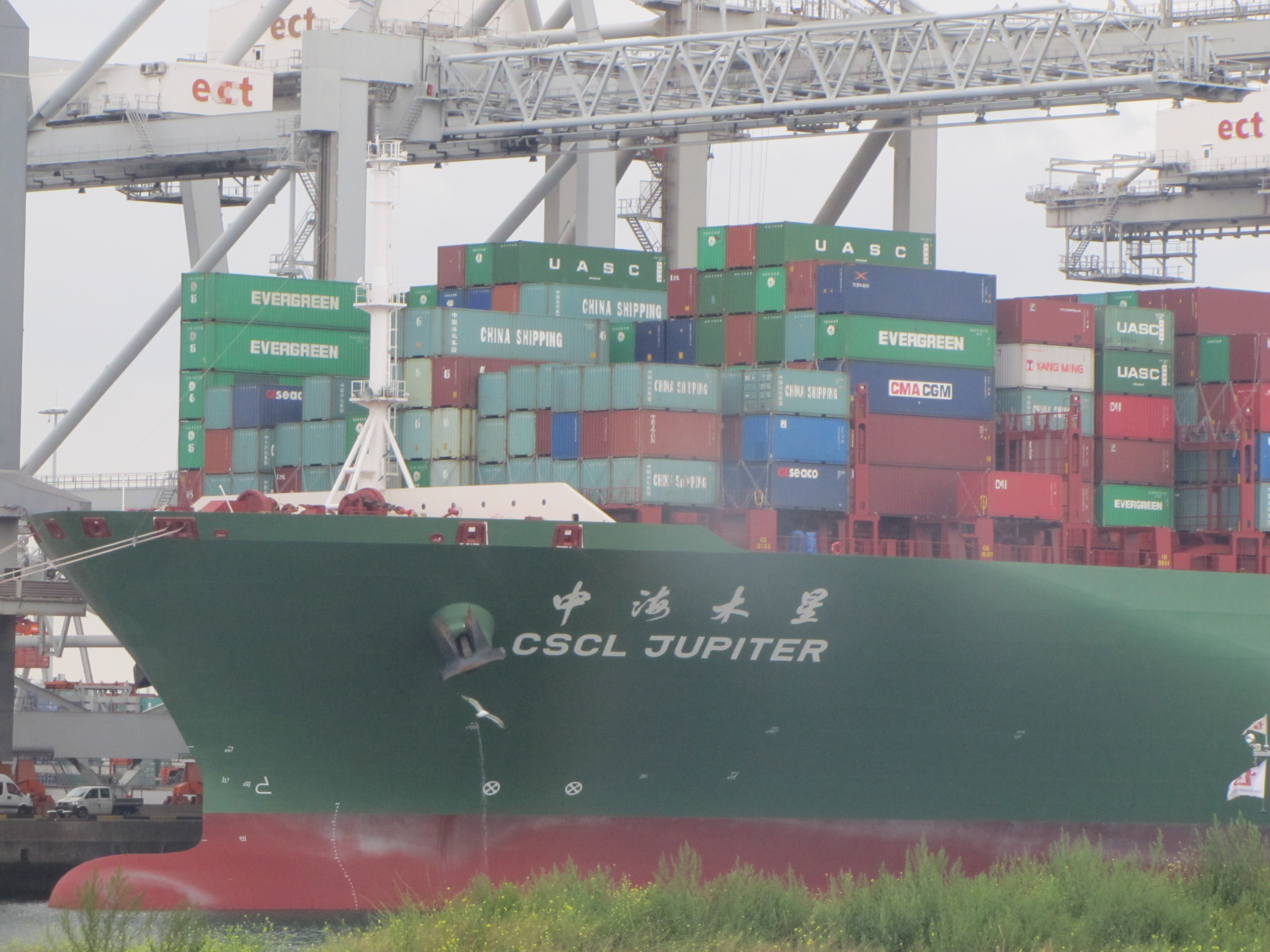
Proue du CSCL Jupiter dans le port de Rotterdam, un des bateaux porte-conteneurs exploité par CSCL
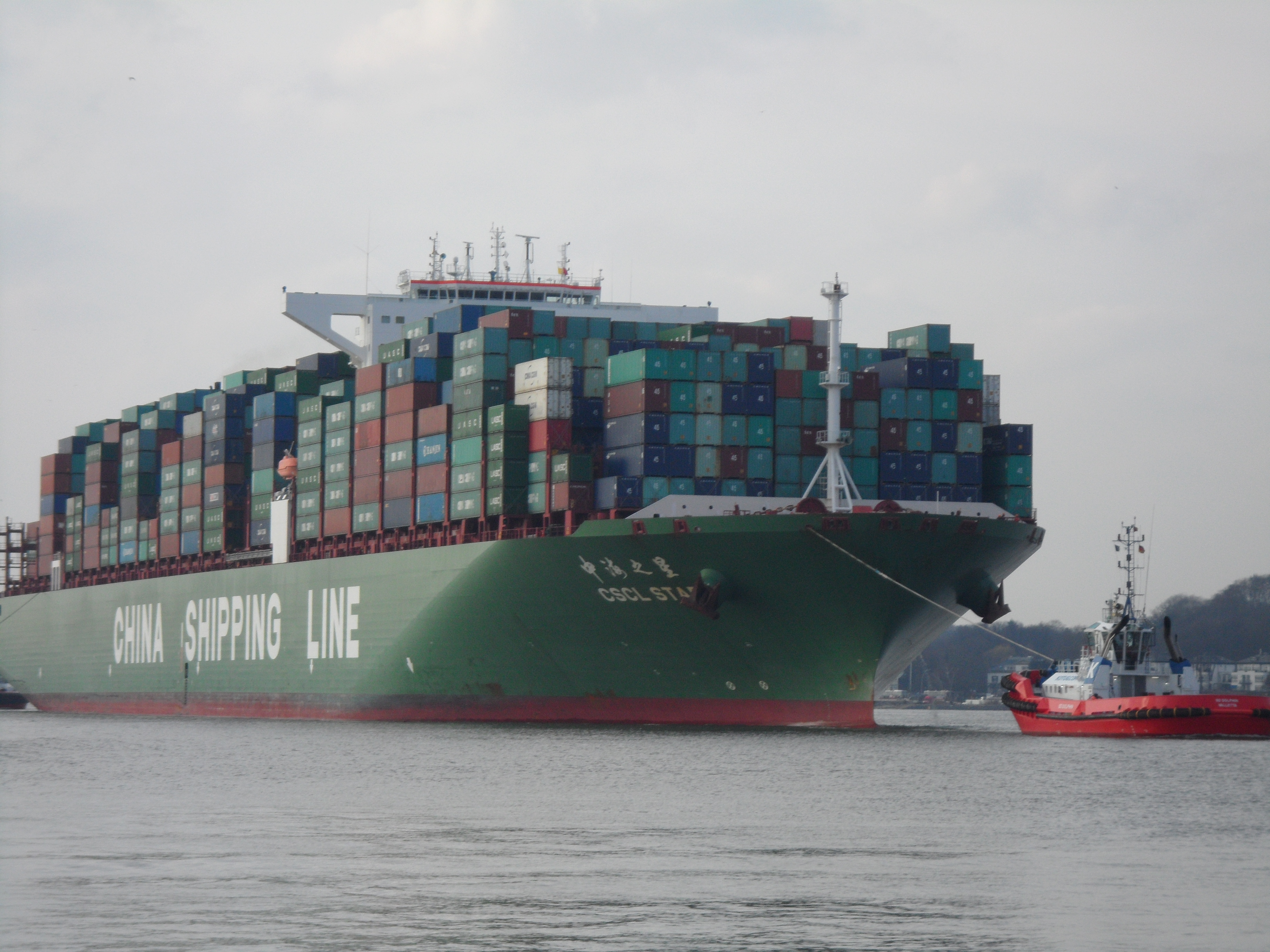
CSCL Star à la remorque de l'Elbe avec destination Hambourg
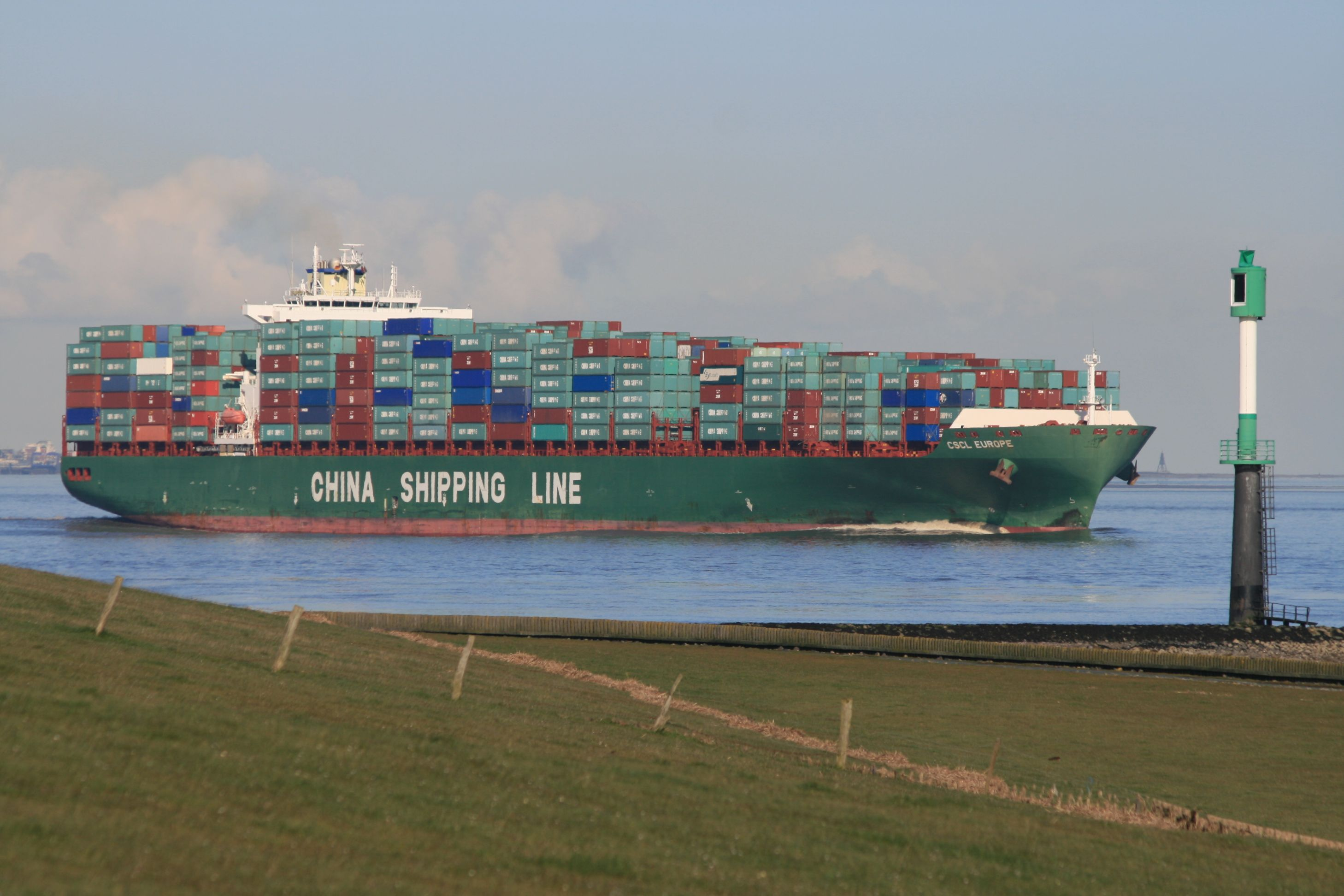
CSCL Europe près de Glameyer Stack
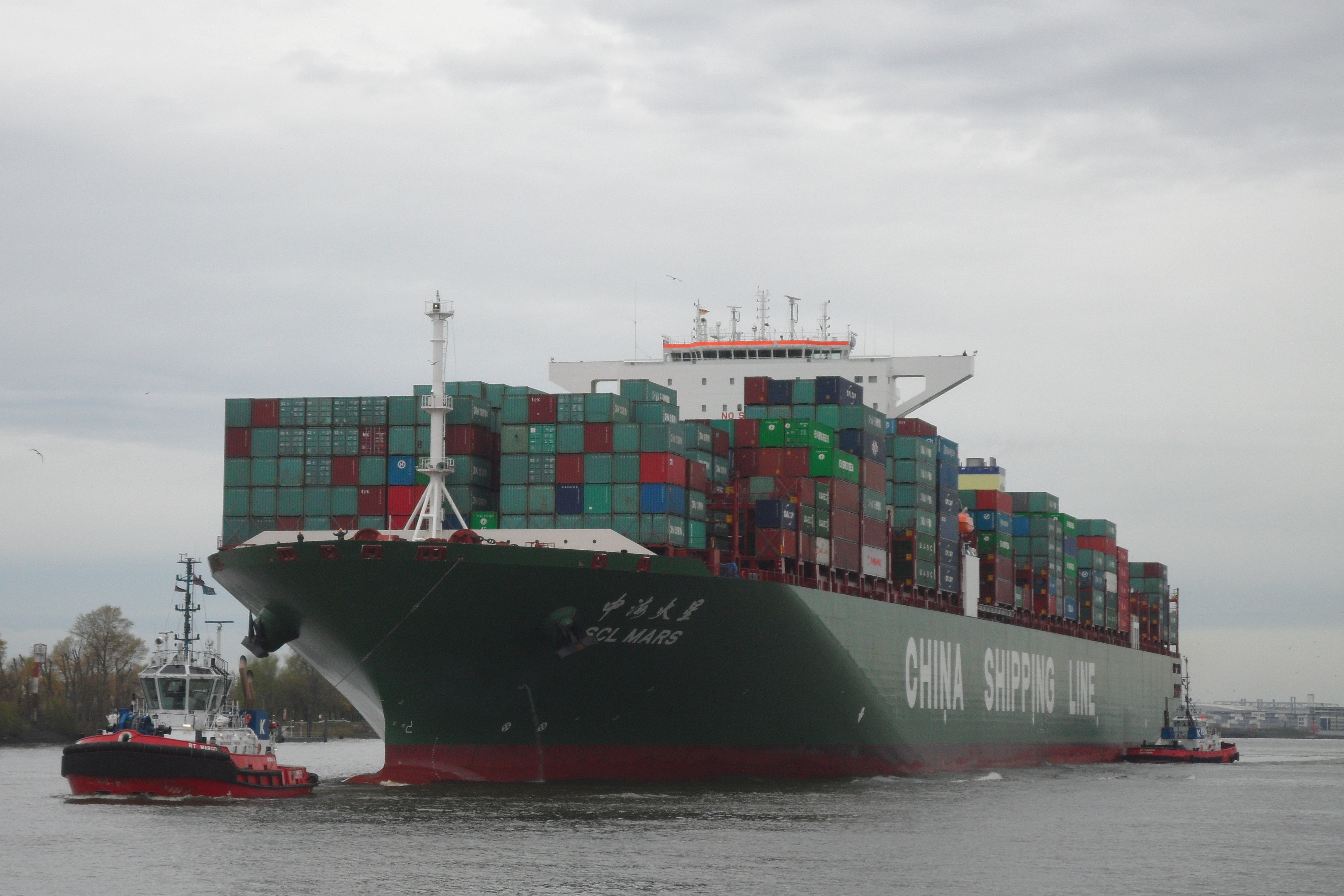
CSCL Mars, au départ du port de Hambourg sur l'Elbe